# Lepisosteus
Genre
Les Lépisostés (Lepisosteus) forment un genre de poissons d'eau douce  originaire d'Amérique du Nord.

## Description
Ils sont caractérisés par des écailles rhombiques, dures et luisantes, ainsi qu'un museau long et étroit.
Ces poissons ont la vessie natatoire modifiée en vessie gazeuse. L'épithélium s'y est soulevé en replis richement vascularisés, ce qui permet des échanges gazeux en milieu aérien.

## Liste d'espèces
Selon ITIS et FishBase :
- Lepisosteus oculatus Winchell, 1864 — Lépisosté tacheté
- Lepisosteus osseus (Linnaeus, 1758) — Lépisosté osseux
- Lepisosteus platostomus Rafinesque, 1820 — Lépisosté à museau plat
- Lepisosteus platyrhincus DeKay, 1842 — Lépisosté de Floride